# Rocourt-Saint-Laurent
Pour les articles homonymes, voir Rocourt.
Rocourt-Saint-Laurent est un hameau français rattaché à la commune de Roëllecourt, située dans le département du Pas-de-Calais et la région Nord-Pas-de-Calais. On l'appelle également Rocourt-au-Bois.

## Géographie
Ce hameau d'une dizaine de maisons est entouré de plateaux cultivés, de pâtures et de Bois, notamment le bois de Saint-Michel et le bois de Boirin.
|                           | Ostreville            |                     |
|                           | Rocourt-Saint-Laurent | Marquay             |
| Saint-Michel-sur-Ternoise | Roëllecourt           | Ligny-Saint-Flochel |

## Histoire
On pouvait trouver une exploitation de craie, avec un peu de silex à une certaine période .  

### La fête de Saint Laurent
Jadis une messe était célébrée à la Saint-Laurent le 10 août, devant la petite chapelle du hameau en l'honneur de ce saint. Elle réunissait beaucoup de personnes et l'office était célébré par le curé de la paroisse.

## Administration
Rocourt-Saint-Laurent est administré par la mairie de Roëllecourt

Roëllecourt dans son canton et dans l'arrondissement d'Arras

| Période                                  | Période | Identité             | Étiquette   | Qualité |
| ---------------------------------------- | ------- | -------------------- | ----------- | ------- |
| mars 2001                                | 2008    | Claude Brassart      |             |         |
| mars 2008                                |         | Jean-Michel Lefebvre | indépendant |         |
| Les données manquantes sont à compléter. |         |                      |             |         |

## Lieux et monuments
- Chapelle Saint-Laurent
- Calvaire de Rocourt-Saint-Laurent